# Charb
(Stéphane Charbonnier, 20 settembre 2012)
Charb, pseudonimo di Stéphane Jean-Abel Michel Charbonnier (Conflans-Sainte-Honorine, 21 agosto 1967 – Parigi, 7 gennaio 2015), è stato un fumettista, disegnatore e giornalista francese.

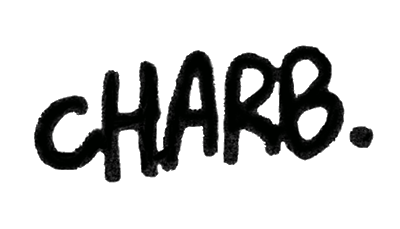
La firma con la quale "Charb" firmava le sue vignette.

Charbonnier è noto principalmente per la sua collaborazione con il giornale satirico Charlie Hebdo del quale è diventato direttore nel 2009, e per le sue controverse e provocatorie vignette e caricature su temi politici e religiosi.
È stato assassinato, insieme ad altri suoi colleghi, durante l'attentato alla sede di Charlie Hebdo del 7 gennaio 2015.

## Biografia
Charb ha collaborato con numerose testate, Charlie Hebdo (da lui diretto dal 2009 sino alla morte nel 2015), L'Écho des savanes, Télérama, e L'Humanité. Le sue vignette, che in genere avevano come protagonisti i personaggi Maurice et Patapon, un cane e un gatto anti-capitalisti, erano caratterizzate da toni caustici ed irriverenti nei confronti delle religioni organizzate, dei politici, e, in generale, nei confronti delle autorità costituite.
La sua rubrica sul settimanale Charlie Hebdo si intitolava Charb n'aime pas les gens ("a Charb non piacciono le persone"). Teneva una rubrica mensile sul giornale Fluide Glacial dal titolo La fatwa de l'Ayatollah Charb ("la fatwā dell'Ayatollah Charb"). Nel 2007/2008, ha preso parte alla trasmissione T'empêches tout le monde de dormir sul canale televisivo francese M6 come vignettista ospite fisso in studio. È stato a lungo un sostenitore del Partito Comunista Francese.

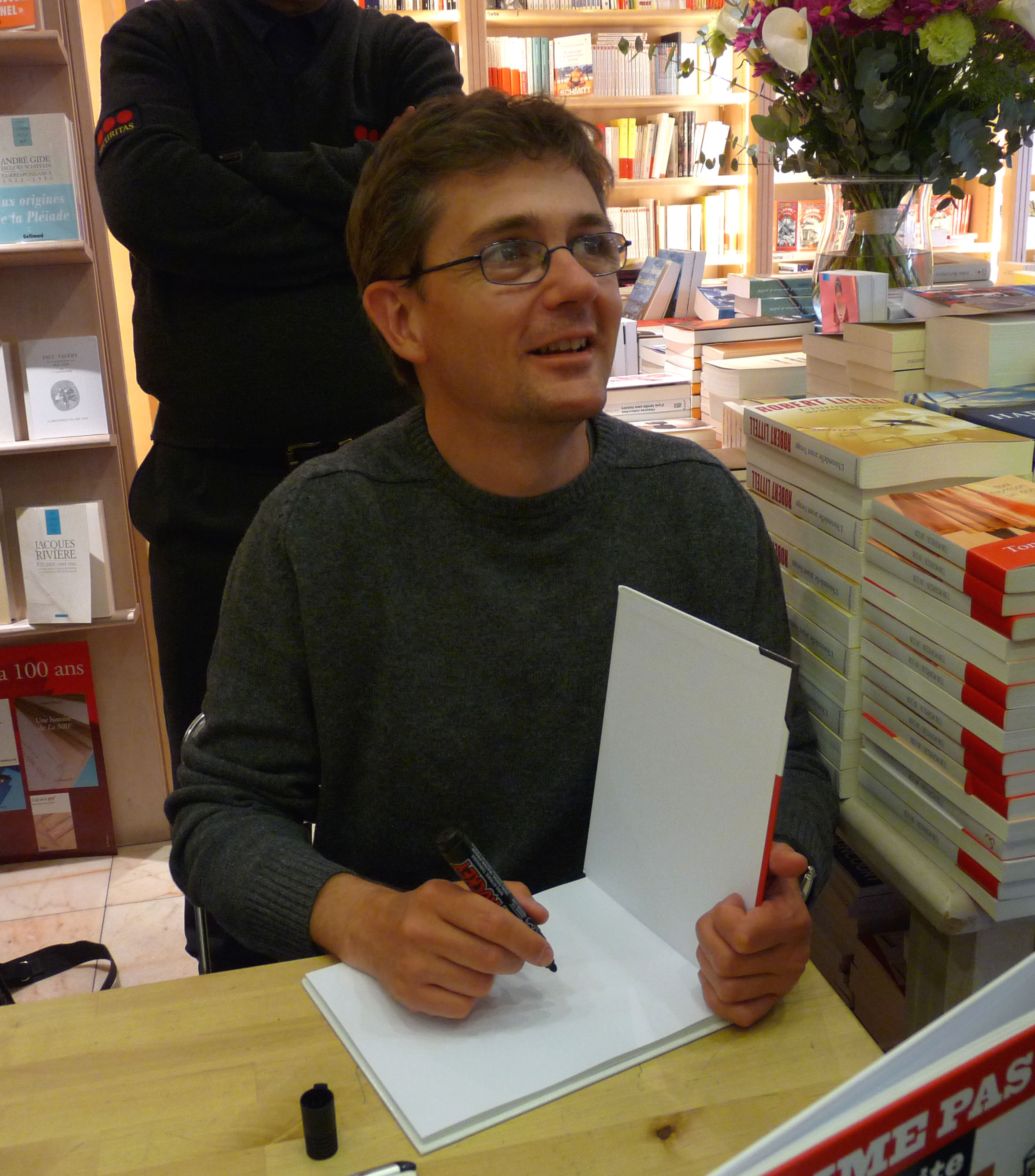
"Charb" a Strasburgo nel 2009.

Il 2 novembre 2011, la sede di Charlie Hebdo è stata distrutta da un attentato incendiario di matrice islamica, senza spargimento di sangue, alla vigilia della pubblicazione di un numero del giornale intitolato Sharia Hebdo che prendeva in giro Maometto. Sulla copertina del numero in questione (n° 1011) figurava una caricatura satirica di uno stralunato Maometto che dice "100 frustate se non muori dalle risate" e il titolo "Charia Hebdo", gioco di parole tra Shari'a (la legge islamica) e il nome del giornale stesso. Successivamente all'attentato, Charb e due suoi colleghi sono stati messi sotto scorta dalla polizia francese per il rischio di ulteriori rappresaglie da parte di estremisti islamici.
Nel settembre 2012, un uomo è stato arrestato a La Rochelle per aver incitato alla decapitazione dell'"infedele Charb" su un sito internet Jihādista. Sempre nel settembre 2012, Charbonnier ha rilasciato un'intervista a Le Monde dichiarando di non aver paura di rappresaglie «Non ho figli, non ho una moglie, non ho un'auto, non ho debiti. Forse potrà suonare un po' pomposo, ma preferisco morire in piedi che vivere in ginocchio».
Nel 2013 Charb è stato inserito da Al-Qaeda nella lista degli uomini più ricercati per crimini contro l'Islam a seguito della pubblicazione di diverse vignette satiriche su Maometto.
Nella settimana dell'attentato del gennaio 2015 alla sede di Charlie Hebdo, una vignetta di Charb mostrava una caricatura di un terrorista islamico che all'affermazione "non ci sono ancora stati attacchi terroristici in Francia" rispondeva profeticamente: "Aspettate!... c'è tempo fino alla fine di gennaio per gli auguri!".

### Morte
Il 7 gennaio 2015 Charb è stato ucciso, insieme ad altre undici persone, durante l'attentato terroristico alla sede di Charlie Hebdo a Parigi, durante il quale due uomini armati e dal volto coperto hanno fatto irruzione negli uffici del giornale durante una riunione di redazione inneggiando ad Allah e massacrando i presenti. I terroristi, per essere sicuri che fosse proprio lui, chiesero a Charb il suo nome, e poi lo assassinarono per primo davanti a tutti per poi passare a sparare sulle altre persone presenti. Uno degli agenti di polizia uccisi, Franck Brinsolaro, era la guardia del corpo di Charb.
Stéphane Charbonnier è stato sepolto nel cimitero di Pontoise il 16 gennaio 2015.

## Vita privata
Charb si dichiarava ateo e pacifista.
Dopo l'attentato del 7 gennaio 2015, Jeannette Bougrab, ex ministro del governo francese, ha affermato di essere la compagna di Charb. Tuttavia, la famiglia dello stesso Charbonnier ha negato il tutto. La Bougrab dichiarò ai media: «Ho sempre pensato che avrebbe fatto la fine di Theo van Gogh. Lo supplicai di lasciare la Francia ma lui non volle. Non ha mai voluto avere figli perché sapeva che sarebbe stato ucciso... Difendeva la laicità. Difendeva lo spirito di Voltaire».

## Opere
- Je suis très tolérant, MC Productions/Charb, 1996
- Maurice et Patapon, Volumes I (2005) II (2006), III (2007), IV (2009), Hoebeke
- Attention ça tache, Casterman, 2004 (con Philippe Geluck)
- Charb n'aime pas les gens : chroniques politiques, 1996-2002, Agone, 2002
- Collectif, Mozart qu'on assassine, Albin Michel, 2006, con Catherine Meurisse, Riss, Luz, Tignous & Jul
- J'aime pas les fumeurs, Hoëbeke, 2007
- J'aime pas la retraite, 2008 (con Patrick Pelloux)
- C'est la Faute à la société, 12 bis, 2008
- Dico Sarko, éditions 12 bis, 2008
- Le Petit Livre rouge de Sarko, 12 bis, 2009
- Eternuer dans le chou-fleur et autres métaphores sexuelles à travers le monde, testi di Antonio Fischetti, Les Échappés, 2009
- Marx, mode d'emploi, La Découverte, 2009 (con Daniel Bensaïd)
- Le Cahier de vacances de Charlie Hebdo, Les Échappés, 2009, con Catherine Meurisse, Riss & Luz
- Les Fatwas de Charb, Les Échappés, 2009
- C'est pas là qu'on fait caca! Maurice et Patapon for children, Les Échappés, 2010
- Les dictons du jour, agenda 2011, Les Échappés, 2010
- Sarko, le kit de survie, 12 bis, 2010
- Marcel Keuf, le flic, Les Échappés, 2011
- La salle des profs, 12 bis, 2012

Inoltre Charb illustrò anche Petit cours d'autodéfense intellectuelle di Normand Baillargeon e Petit cours d'autodéfense en économie di Jim Stanford.